# Club Med (bedrijf)

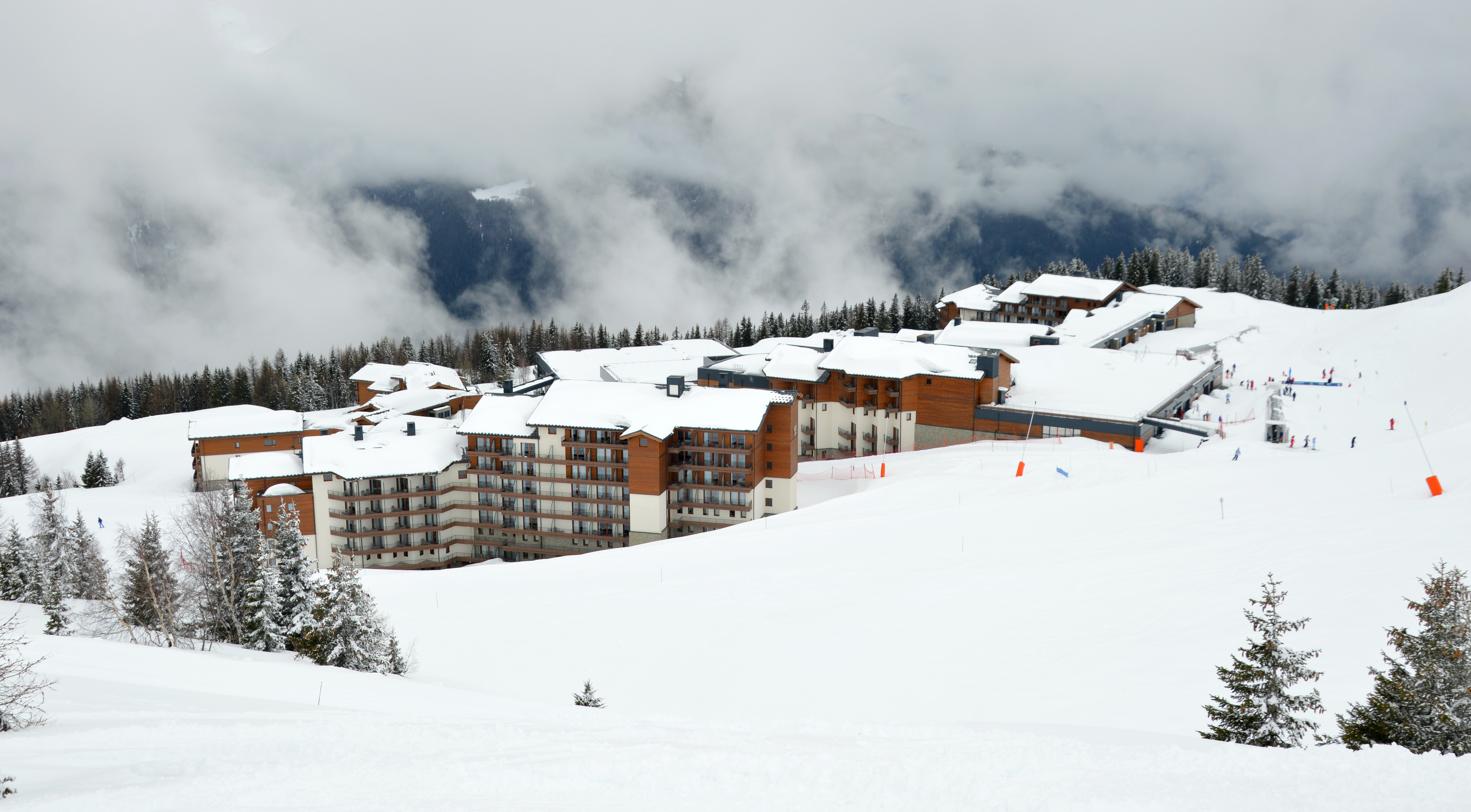
Club Med La Rosière (2024)

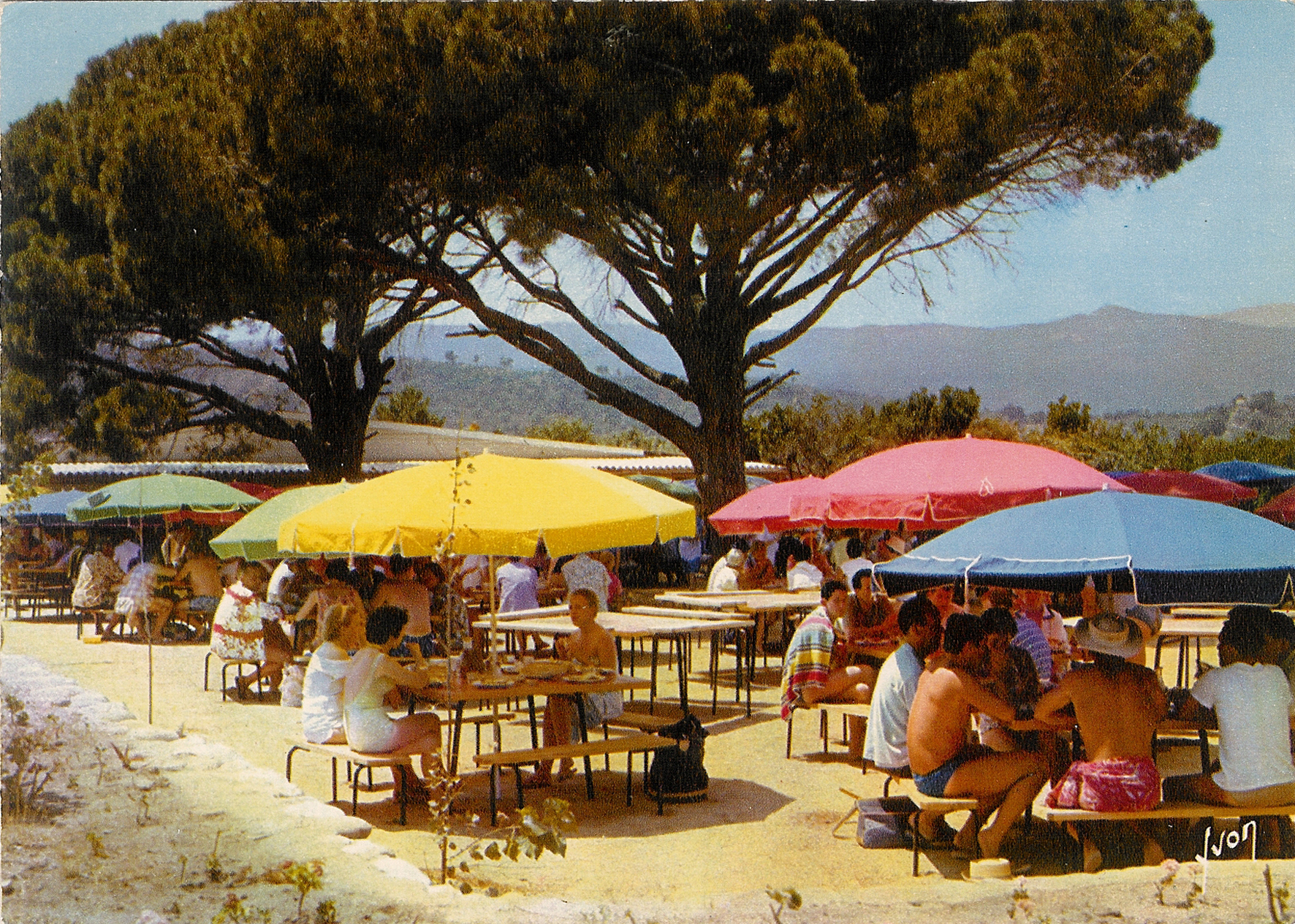
Club Med de Santa Giulia (1959)

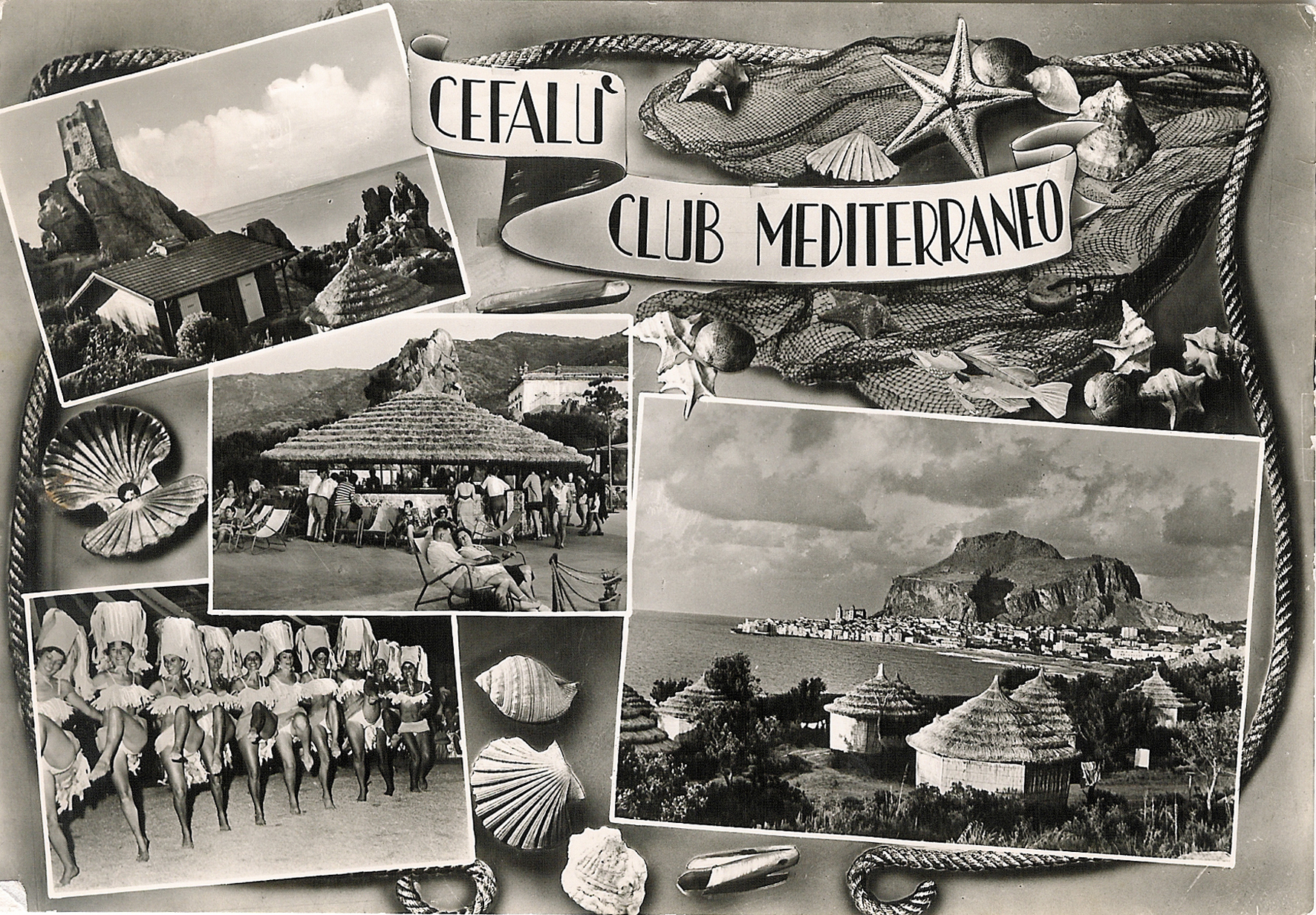
Ansichtkaart van Club Med Cefalù (1961)

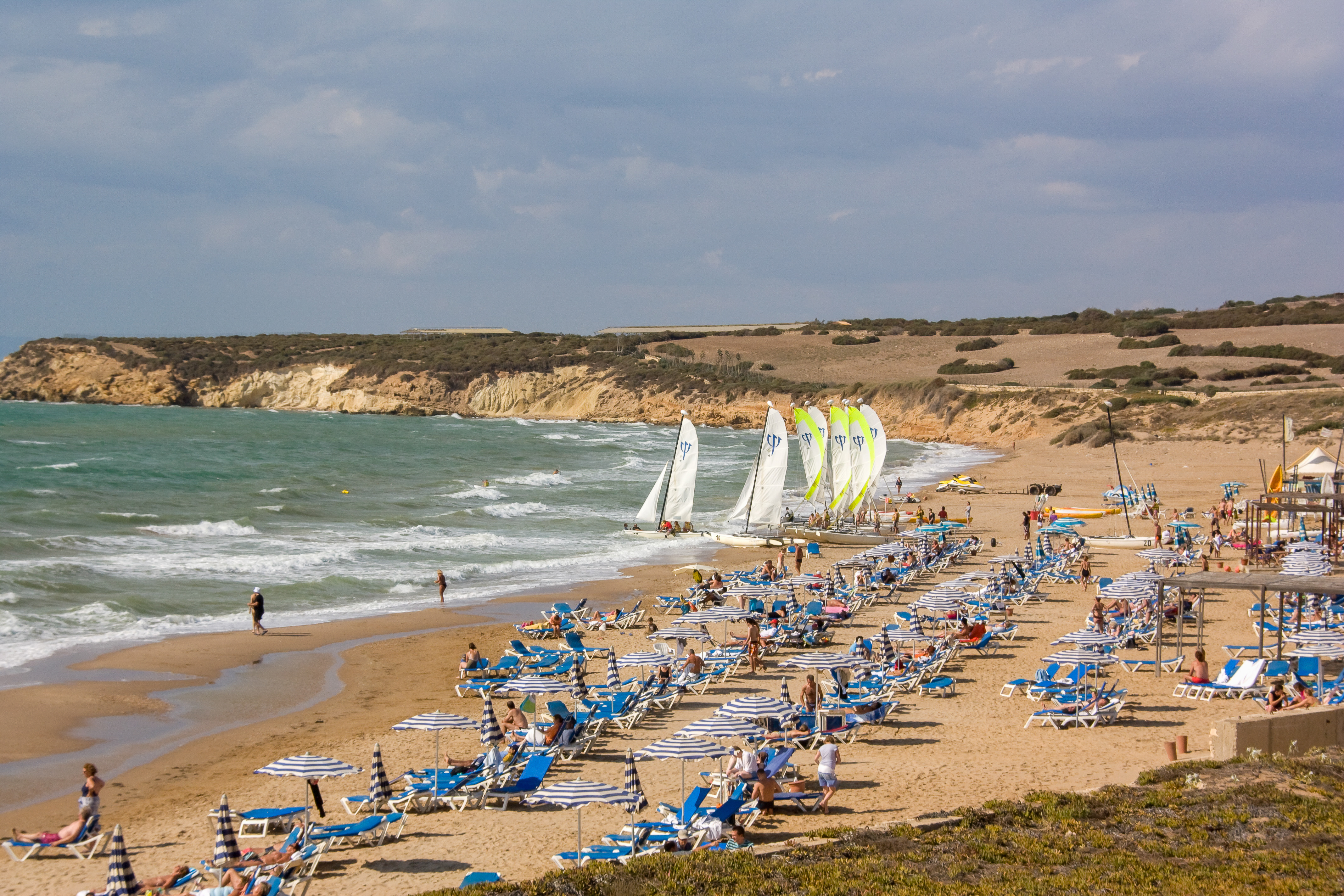
Het strand van Club Med Karmarina, Scoglitti (2008)

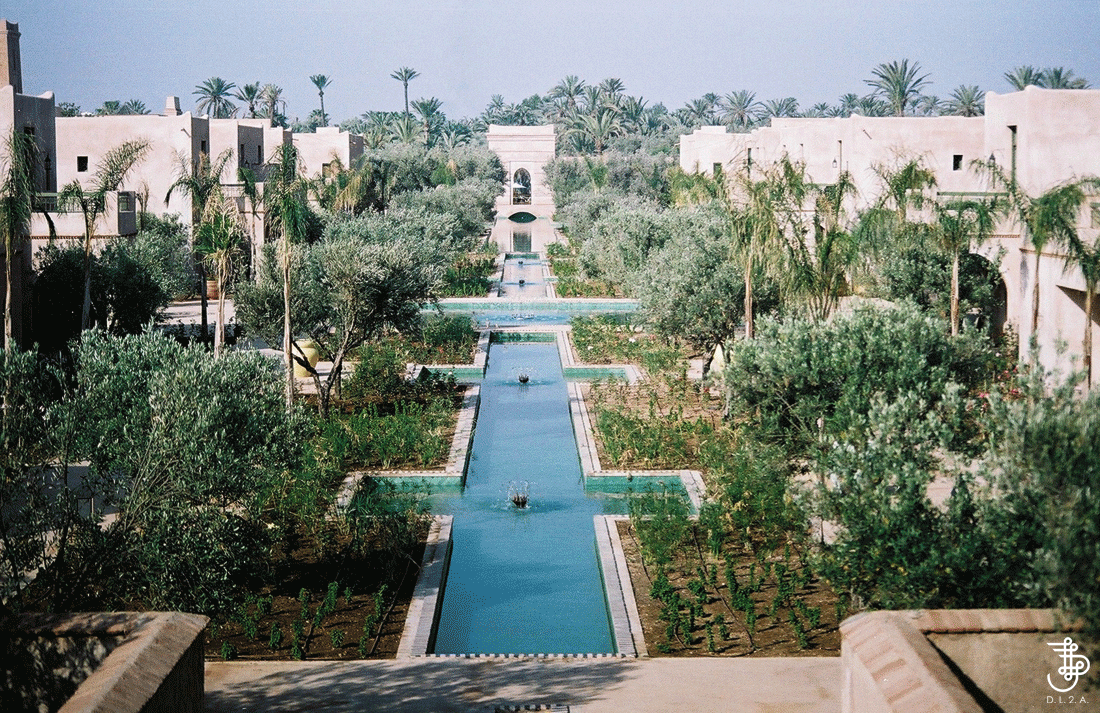
Club-Med Palmeraie Marrakech (2013)

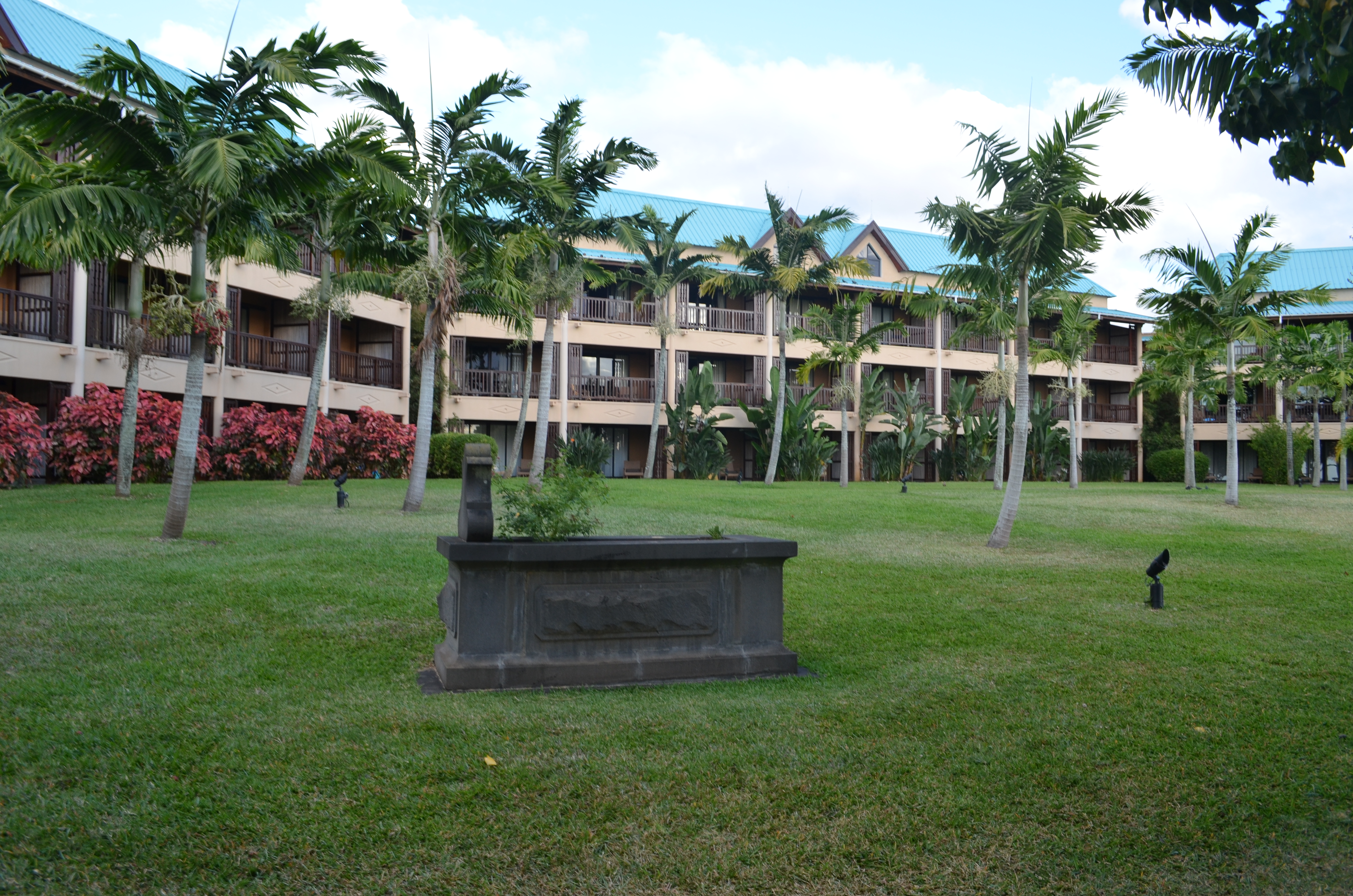
Club Med Mauritius (2015)

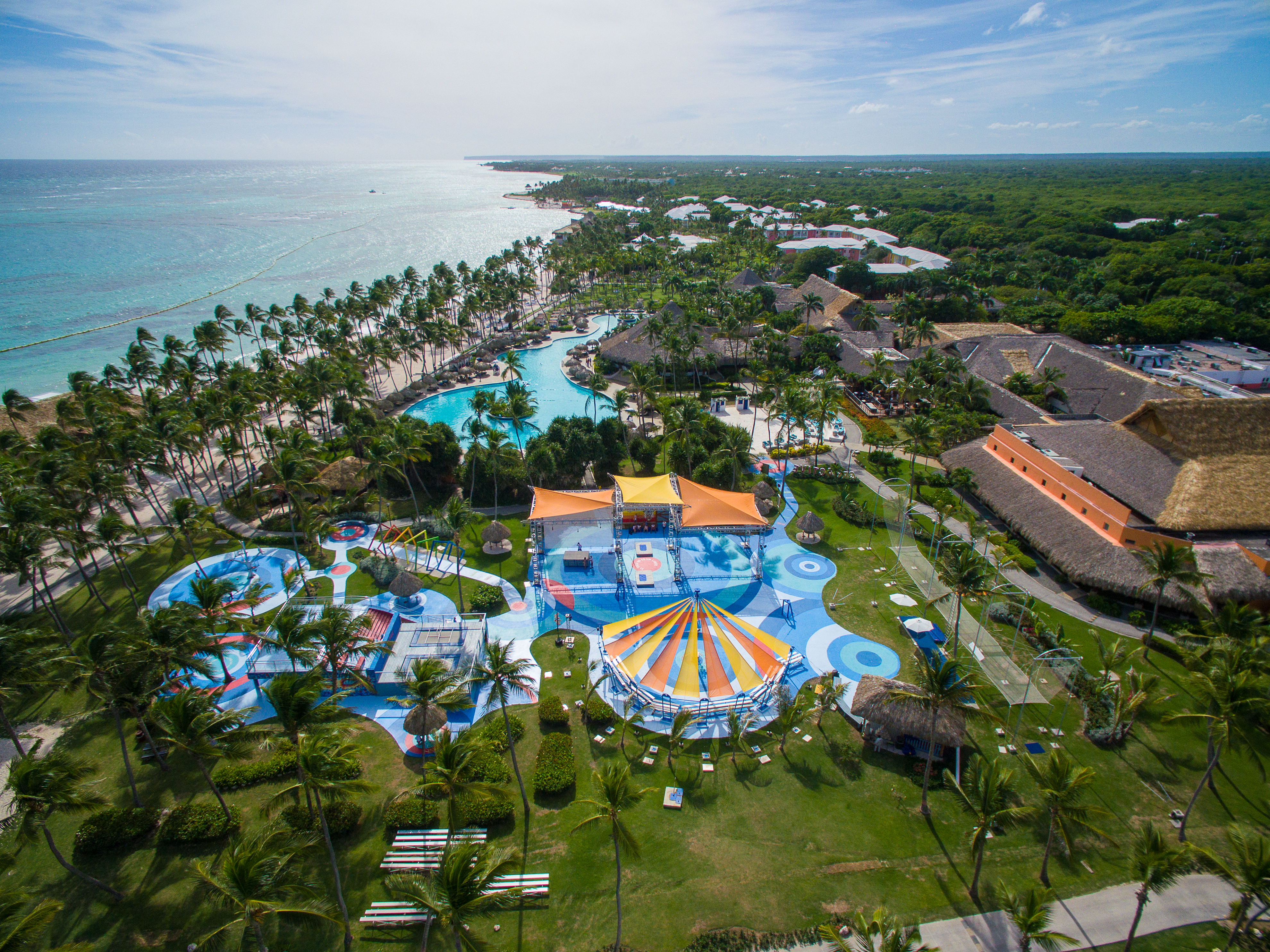
Club Med Punta Cana (2015)

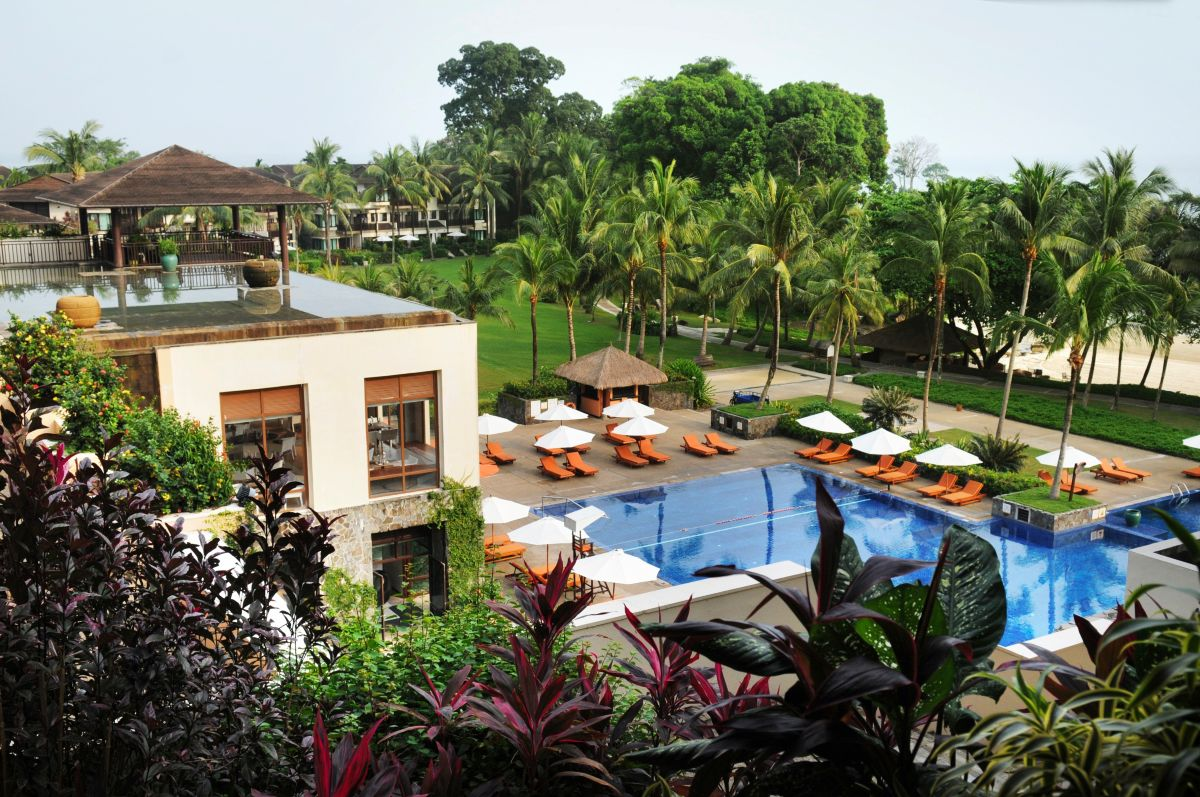
Club Med Bintan (2016)

Club Méditerranée, algemeen bekend als Club Med, is een Frans bedrijf dat luxeresorts uitbaat, verspreid over heel de wereld, veelal op exotische locaties. Club Med wordt door velen gezien als de eerste grote hotelketen die de all-in-hotelformule hanteerde (hoewel Frenchman's Cove Resort in Portland, Jamaica gezien wordt als 's werelds eerste all-inclusive resort). De groep beheert bijna 80 dorpen en een zeilboot: de Club Med 2. 

## Geschiedenis

### Oprichting
De organisatie of Club is in 1950 opgericht door de Belgische waterpolokampioen Gérard Blitz. Het eerste Club Med-dorp opende zijn deuren op het Spaanse eiland Mallorca. De eerste dorpen waren heel eenvoudig van opzet: de leden sliepen in onverlichte strooien hutten aan het strand en deelden voorzieningen als douches en sanitair.
Deze dorpen zijn inmiddels vervangen door moderne en zeer luxe stenen gebouwen met eigen voorzieningen.
Het lidmaatschap bedroeg 300 Franse frank en de kosten van een 14-daagse vakantie kwamen uit op een 15.900 frank.

### Groei
In de periode dat Gilbert Trigano de organisatie leidde, groeide het aantal dorpen of parken hard. Trigano was de zakelijk partner van oprichter Blitz van 1963 tot 1993.
In 1956 startte Club Med met zijn eerste winterdorp. De opmars van winterparken, waar de gast kon skiën en ook ski-les kon krijgen, begon in Leysin, Zwitserland.
In 1955 opende het eerste Club Med-park dat niet aan de Middellandse Zee lag: een vestiging in de voormalige Franse kolonie Tahiti. Dit werd later gevolgd door de Amerikaanse Zone met dorpen in het Caribisch gebied en Florida. In deze dorpen was de voertaal Engels in plaats van het tot dan toe gebruikelijke Frans.
Van oorsprong was het concept met name in trek bij alleengaanden en jonge stellen, maar later werd de Club favoriet voor gezinnen, zeker na de opening van de eerste Mini Club in 1967.
Formeel gezien is Club Med geen club meer. In 1995 veranderde de rechtsvorm van een not-for-profitorganisatie naar een naamloze vennootschap naar Frans recht. Het principe van lidmaatschap en toetredingskosten is echter wel behouden.

### Diversificatie
In de jaren 90 van de 20e eeuw liep het succes van de Club terug doordat concurrenten het concept kopieerden en de vakantiegangers steeds hogere eisen stelden. Serge Trigano nam de leiding over van zijn vader, maar werd in 1997 vervangen door Philippe Bourguignon, voormalig CEO van Euro Disney.
Bourguignon koos ervoor het bedrijf om te vormen van een vakantie-park bedrijf in een service verlenende organisatie. Club Med nam een keten van Franse sportscholen over, opende horeca-complexen in Parijs en Montreal onder de naam Club Med World en startte met een budget concept voor jongvolwassenen. Dit goedkopere concept startte in Monastir in Tunesië. Er waren plannen ontwikkeld om dertien nieuwe dorpen op te zetten in de nieuwe eeuw.

### Herlancering
De wijziging in de strategie was allesbehalve succesvol en het bedrijf leed zware verliezen door de ingestorte markt na de aanslagen van 11 september. In 2002 werd het roer overgenomen door de huidige leider Henri Giscard d'Estaing. Een nieuwe strategie werd aangekondigd waarbij de keten zich zou gaan concentreren op vakantieresorts die vooral gericht waren op het luxe segment van de vakantiemarkt. De nieuwe projecten en veel dorpen in Noord-Amerika en de dorpen die alleen basisfaciliteiten boden werden gesloten. In 2005 boekte het bedrijf weer een winst.
In 2004 werd de hotelgroep Accor de grootste aandeelhouder. Deze verkocht het merendeel van haar aandelen weer in 2006 omdat Accor zich wenste te concentreren op zijn kernactiviteiten.
In 2006 en 2007 reserveerden Club Med en zijn partners in totaal zo'n 540 miljoen dollar ten behoeve van een grote renovatie en moderniseringsslag. In 2006 sloot de groep vijf van haar meer sobere resorts en zeven andere resorts werden naar een hoger niveau opgewaardeerd. Twee van de oudste resorts werden onder handen genomen: Club Med Bali, het oudste nog bestaande resort buiten Frankrijk, werd voor 15 miljoen dollar opgeknapt en Ria Bintan werd voor 10 miljoen gemoderniseerd en luxer gemaakt.

### Concurrenten
Concurrenten in hetzelfde marktsegment zijn bijvoorbeeld:
- SuperClubs
- Carnival Corporation
- Sol Meliá
- Sandals Hotels
- Robinson Club

## De Club Med belevenis
Club Med staat wereldwijd aangeschreven als zeer goed waar een hoog prijskaartje aanhangt. Elk resort biedt een scala aan diensten en activiteiten binnen één pakket. Hierbij zijn overnachtingen, maaltijden, het gebruik van de faciliteiten, deelname aan sport-activiteiten, spelletjes en shows allemaal inbegrepen. Alle resorts bieden een total all-inclusive aan waarbij ook alcoholische dranken en snacks inbegrepen zijn.
Club Med personeel wordt in de resorts aangeduid als GO's (Gentil Organisateur) en zijn dag en nacht actief om de gasten, GM's (gentils membres) genoemd, te vermaken. Ze organiseren niet alleen de diverse activiteiten, maar spelen ook vaak mee.
De meeste dorpen zijn opgezet voor gezinnen met kinderopvang en -activiteiten gedurende de dag. Opvang en activiteiten worden aangeboden voor verschillende leeftijdsgroepen: Baby, Petit, Mini Club Med, en ook speciale activiteiten voor 11-17-jarige gasten (Junior's Club Med en Club Med Passworld). Een klein aantal resorts is alleen toegankelijk voor volwassenen of bieden geen speciaal kinderprogramma.
Per augustus 2009 exploiteert het bedrijf 80 vakantiedorpen in Europa, Afrika, Indische Oceaan, Azië, de Verenigde Staten, Midden- en Zuid-Amerika, Antillen, Caribisch gebied, Stille Oceaan en Australië. Sporten die Club Med aanbiedt zijn onder anderen zeilen, waterskiën, tennissen, boogschieten, fitnessen, zumba, yoga, voetbal, suppen, golfen en duiken. 
In 2022 kondigde de voorzitter van de groep, Henri Giscard d'Estaing, de opening van 10 nieuwe dorpen tussen 2023 en 2024 aan.

## Schepen

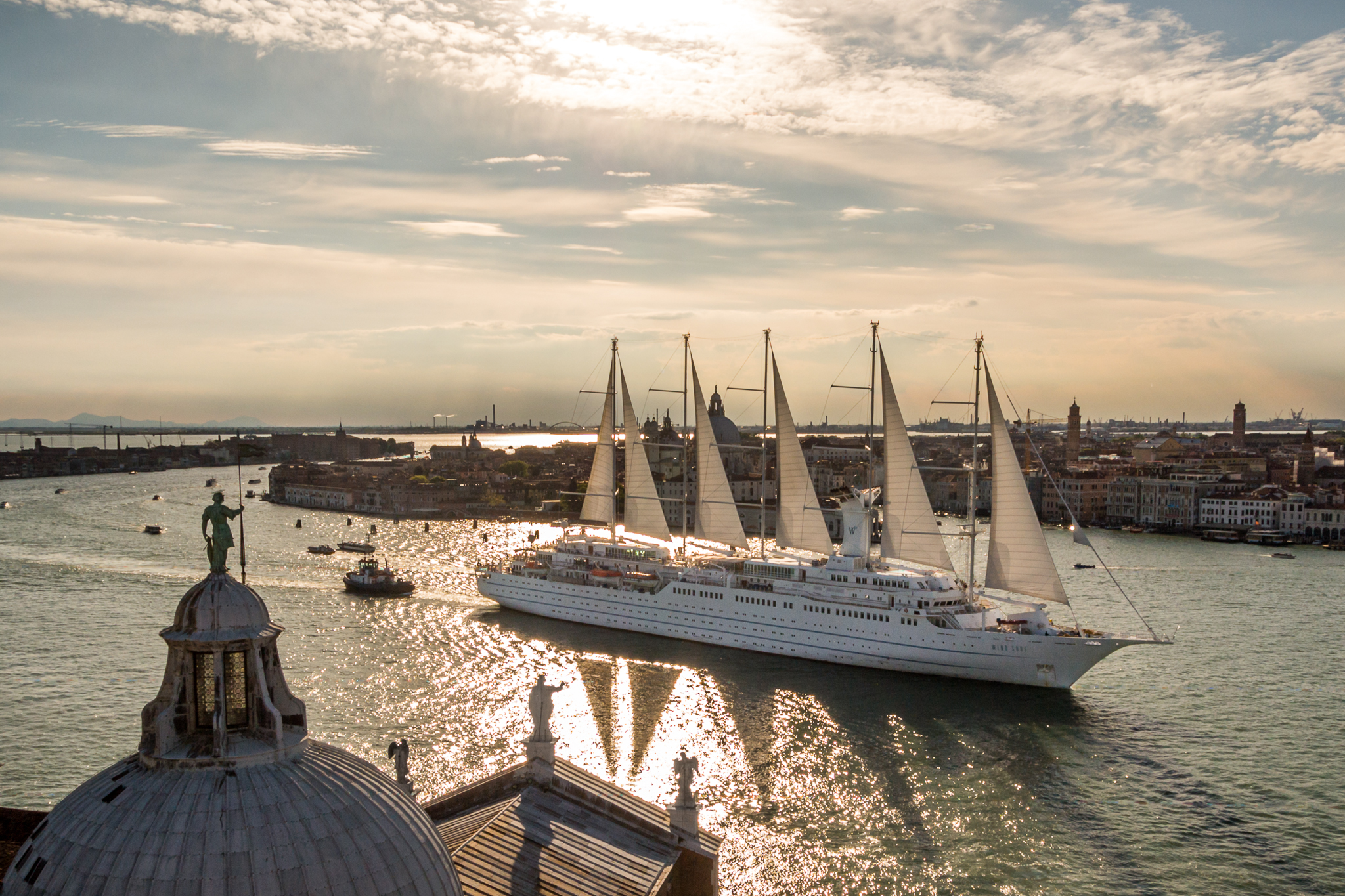
Het schip Wind Surf (voormalig Club Med 1) in 2019

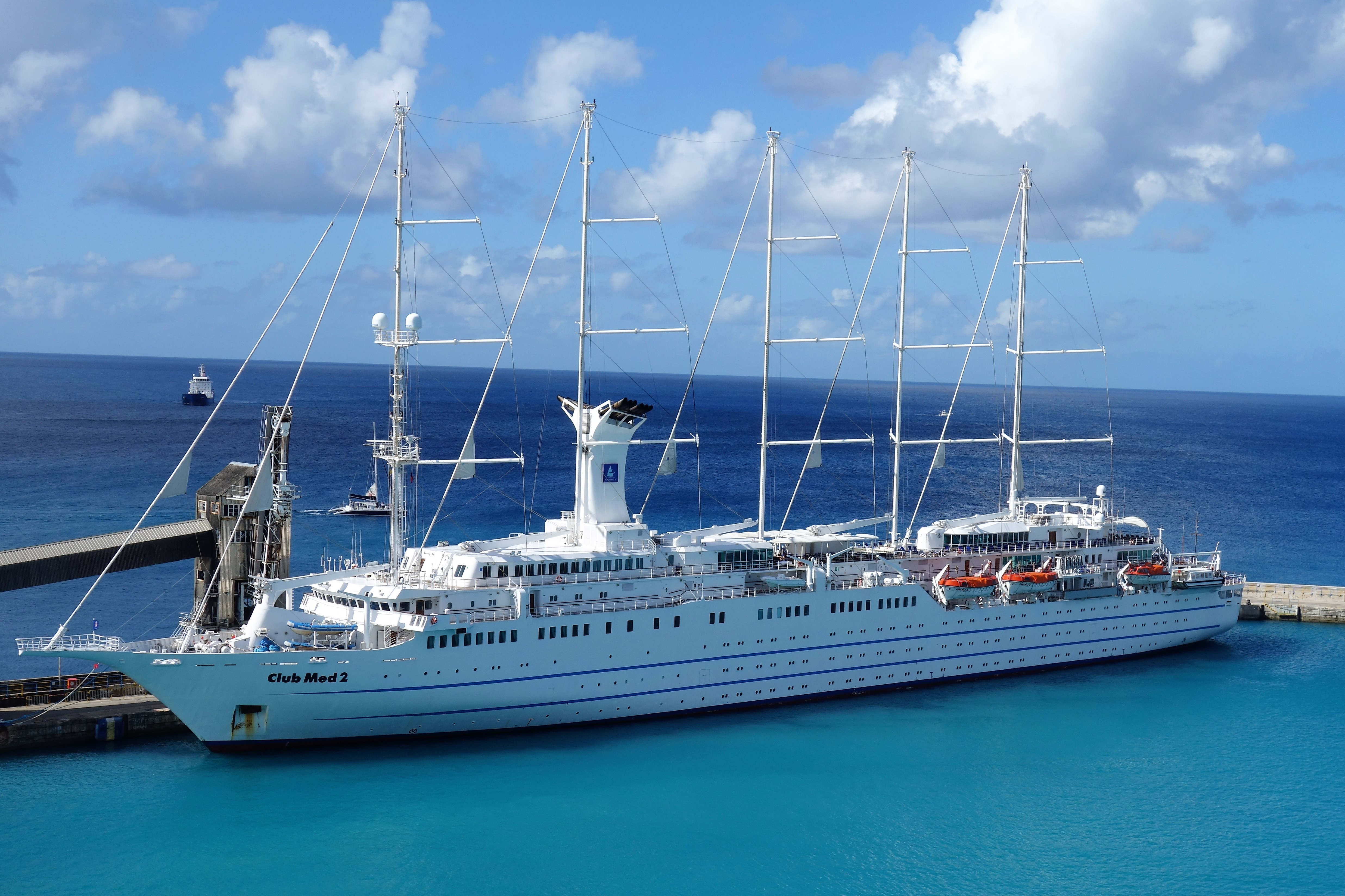
Club Med 2 (2017)

- Wind Surf (Club Med 1) - Vijfmaster, zeilend cruiseschip (1990-1998)
- Club Med 2 - Vijfmaster, zeilend cruiseschip (1996-heden)